# Tranås (comune)
Tranås è un comune svedese di 18 145 abitanti, situato nella contea di Jönköping. Il suo capoluogo è la cittadina omonima.

## Località
Nel territorio comunale sono comprese le seguenti aree urbane (tätort):
| # | Località   | Popolazione |
| - | ---------- | ----------- |
| 1 | Tranås     | 14.017      |
| 2 | Sommen     | 789         |
| 3 | Gripenberg | 282         |